# Resolució 1731 del Consell de Seguretat de les Nacions Unides
La Resolució 1731 del Consell de Seguretat de les Nacions Unides fou adoptada per unanimitat el 20 de desembre de 2006. Després de recordar totes les resolucions anteriors sobre les situacions a Libèria i a l'Àfrica Occidental, el Consell va ampliar l'embargament d'armes i prohibicions de viatge al país durant un any i la prohibició de vendre diamants durant un període de sis mesos.

## Resolució

### Observacions
El Consell de Seguretat va reiterar la seva decisió de no renovar les sancions de fusta a la Resolució 1521 (2003), i va instar el país a implementar la llei de reforma forestal. Va donar la benvinguda a la cooperació del govern de Libèria amb el Procés de Kimberley.
Era necessari que les forces de seguretat liberianes assumissin una major responsabilitat per la seguretat nacional. Els membres del Consell van determinar que hi havia poc avanç en el compliment de les demandes de les resolucions 1521 i 1532 (2004). La situació a Libèria va continuar constituint una amenaça per a la pau i la seguretat internacionals.

### Actes
Actuant en virtut del Capítol VII de la Carta de les Nacions Unides, el Consell va prorrogar l'embargament d'armes i les restriccions de viatge per un període de dotze mesos i les restriccions a la venda de diamants i fusta per un període de sis mesos. Les mesures serien revisades a petició del Govern de Libèria. Es va encoratjar al govern a assumir l'oferta de la Missió de les Nacions Unides a Libèria (UNMIL) de patrulles forestals conjuntes.
Un panell d'experts designat a la Resolució 1689 (2006) que vigila la implementació de les sancions contra el país tenia el seu mandat prorrogat fins al 20 de juny de 2007. S'hauria d'informar al Consell abans del 6 de juny de 2007. Tots els estats foren requerits a cooperar amb el panell. Mentrestant, es va instruir el Procés de Kimberley per avaluar els avenços realitzats per Libèria pel que fa a unir-se al Pla.